# Aeroporto di Istanbul-Atatürk
L'Aeroporto di Istanbul-Atatürk (IATA: ISL, ICAO: LTBA) era il principale aeroporto turco per numero totale di passeggeri, destinazioni servite e movimenti di aeromobili, nonché quinto in Europa per numero di passeggeri. A partire dal 6 aprile 2019, i voli della Turkish Airlines sono stati spostati nel nuovo Aeroporto di Istanbul, mentre quelli delle altre compagnie sono rimasti ad Atatürk. A partire dal 2022, invece, l'aeroporto è rimasto aperto solo per  manutenzione / tecnica, aviazione generale, taxi aereo, voli aziendali e aerei statali e diplomatici.

## Storia
Aperto nel 1924, si trova a Yeşilköy nel distretto di Bakırköy nella parte europea della città di Istanbul, a circa 24 km ad ovest dalla penisola storica nella provincia di Istanbul. Inizialmente chiamato Yeşilköy International Airport, nel 1980 l'aeroporto è stato intitolato al primo Presidente della Repubblica di Turchia Mustafa Kemal Atatürk (1881-1938).
La sera del 28 giugno 2016 l'aeroporto è stato oggetto di un grave attentato di tipo terroristico che ha provocato decine di vittime.
Successivamente allo spostamento di tutti i voli di linea dall’aeroporto, era stato fatto un progetto di trasformare un’area dello stesso in un grande parco pubblico utilizzando lo spazio di una delle piste, nel frattempo resasi inutilizzabile per il suo temporaneo utilizzo come ospedale da campo in seguito alla pandemia di Covid-19. Tuttavia il progetto fu abbandonato a febbraio 2024 per contrasti politici riguardo alla sua realizzazione.

## Caratteristiche
Con un traffico passeggeri di quasi 39 milioni di unità fra il giugno 2011 e il giugno 2012, risultava essere il ventisettesimo aeroporto al mondo in termini di transito passeggeri. Nel 2013 è stato il sesto aeroporto più trafficato d'Europa, alle spalle di Madrid e davanti a Roma.

### Piste
Il progetto per costruire una nuova pista, parallela alla 05/23 già esistente, è rallentato a causa del terreno di proprietà militare che richiede una trattativa con le autorità. La nuova pista permetterebbe all'aeroporto un servizio ininterrotto anche durante la manutenzione della pista più vecchia; è inoltre prevista un'estensione di quest'ultima che permetterebbe l'atterraggio ad aerei più grandi, come gli Airbus A380 utilizzati già da molte compagnie.

## Terminal
L'aeroporto dispone di quattro terminal:
- Terminal 1: voli nazionali
- Terminal 2: voli internazionali
- Terminal 3: voli cargo
- Terminal Aviazione Generale